# Šiprage
Šiprage (en serbe cyrillique : Шипраге) est un village de Bosnie-Herzégovine (entité république serbe de Bosnie), situé dans la municipalité de Kotor Varoš.
Son statut administratif a plusieurs fois été modifié. Tout d’abord inscrit en tant que commune locale, Šiprage est devenu municipalité dans le secteur de Kotor Varoš. La Loi sur la planification municipale en Bosnie-Herzégovine de 1954 lui redonne le statut de commune locale.
Selon les premiers résultats du recensement bosnien de 2013, il compte 788 habitants.

## Nom
Le nom moderne de l'endroit vient de la famille de bey Šipraga,. On ne sait pas si leurs ancêtres (au moins une partie) présentaient la population indigène ou sont venus de quelque part dans la région et occupés le vaste espace dans la vallée du fleuve Vrbanja et ses affluents.

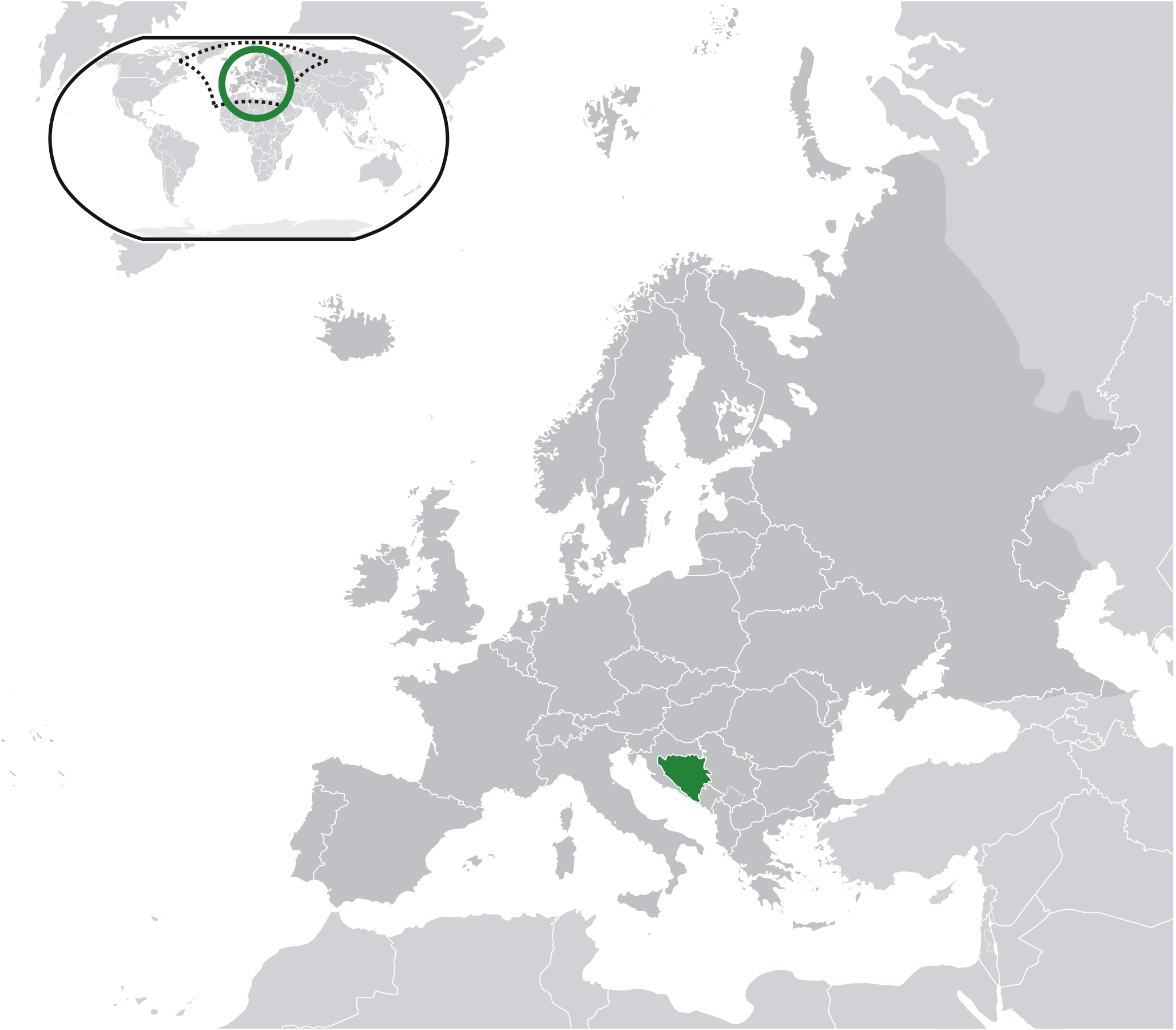

## Climat
Dans la région locale et autour de Šiplage, il existe un  climat continental modéré, avec les quatre saisons exprimés : printemps, été, automne et  hiver. Sur les collines autour de la montagne et du sous-lin, les fluctuations annuelles de la température et des précipitations sont relativement élevées, mais avec une stabilité à long terme.
Šiprage domaine des indicateurs climatiques à long terme «historiens»
- Les variations dans les précipitations entre les plus secs et les plus humides mois est de 41 mm. Au cours de l'année, la température moyenne est supérieure à 20,6 °C[4]

## Géographie
Šiprage est situé sur la rivière Vrbanja, c'est-à-dire au sud-est de Banja Luka (60 km) et Kotor Varoš (30 km) et présentent le centre de la municipalité de même nom. Šiprage est situé dans une vallée triangulaire  entre plusieurs chaînes de montagnes : au nord-est la Colline de Šiprage (avec sommet de Glavić, 950 m), au sud le Jasik (769 m), au sud-est le complexe Šajinovina - Stražbenica (848 m), à l'ouest Radohova (avec le sommet Kape, 950 m) et au nord-ouest Borčići (799 m) avec Hrastik,,. Selon les premiers résultats du recensement bosnien de 2013, il compte 788 habitants. Le village, le long de Vrbanja et de ses affluents, est long d’environ trois et large d'environ deux kilomètres. Les sources d'eau douce potable sont abondantes, dont l'une (Crkvenica) est utilisée  pour fournir le réseau d'approvisionnement en eau de la municipalité. Dans le village même, dans fleuve Vrbanja se jettent les ruisseaux  Musić, Crkvenica et Borčići sur le côté droit le ruisseau de Grand-mère, puis Ćorkovac, le ruisseau Zagradinski et Demićka de côté gauche.

## Nature et écologie
Dans la vallée de Šiprage et sur les pentes environnantes, le long du Vrbanja et de ses affluents, on trouve des surfaces de terres agricoles. Sur les hauteurs, on trouve des zones de forêts mixtes de feuillus et des conifères, avec le chêne, le hêtre et le charme, l'épinette, le sapin, le pin blanc et le pin noir. Dans ces écosystèmes et dans les prairies de montagne, on trouve de gros et petit gibier (l’ours, le sanglier, le loup, le renard, le lièvre, le chevreuil, le blaireau, la martre et la belette, hérisson, et autres). Pâturages, les bosquets et les bassins sont couverts par les communautés (biocénose) des zones de végétation appropriées.
Dès en amont d’Obodnik jusqu'à Tomina Luka dans sa partie en amont, le bassin du Vrbanja est riche en Salmonidés. Cependant, l'ombre et la truite brune disparaissent aujourd'hui progressivement. L'ombre a complètement disparu dans les années 1970, et de nombreux facteurs naturels et anthropiques menacent la survie de la truite.
Les fortes crues de printemps et d'automne des années 2000, la surexploitation déraisonnée ainsi que la pollution par la boue et les produits secondaires de l'exploitation des richesses forestière expliquent cette situation. Cet empoissonnement régulier jusque dans les parties supérieures de la Vrbanja et de ses affluents, provoque l'épuisement des stocks de poissons, qui à son tour fragilise la singularité des populations autochtones.

## Histoire
Selon les sources, la première colonie dans la vallée de la rivière Vrbanja date du néolithique. Cette région a ensuite été habitée par la tribu  Illyrien de Maezaei, et au IVe siècle av. J.-C. Celtes,
Des fouilles archéologiques du site ont révélé l’existence d’une colonie romaine datant probablement d’avant le VIe siècle. De la période romaine, il y a plusieurs emplacements dans Šiprage à l'embouchure Crkvenica - dans la rivière Vrbanja ("au champ d'Omer Bey Šipraga", 1891), a découvert les restes d'une basilique chrétienne tôt (IIIe – Ve siècle).
Il a également été découvert des pierres tombales (stećci) calcaires (travertin, tuf) qui témoignent de l’existence d’un village de Bogomiles (au plus tard) du XIIe siècle. Courant des années cinquante et soixante du XIIe siècle, elles étaient excisées et intégrées (il est possible - en raison de la croyance dans la légende de leurs pouvoir "miracles") dans les murs des maisons voisines ou d'autres bâtiments,.  
L'un des mieux conservés des stećaks est maintenant immergé dans le lit de la rivière Vrbanja, juste à côté de l'emplacement originel.
L’intensification de l'exploitation des richesses forestières et autres ressources naturelles furent les principales motivations des autorités autrichiennes, par l’intermédiaire du gouvernement provincial de la Bosnie-Herzégovine, de construire une ligne de chemin de fer à voie étroite. Cette voie ferrée arrivait de Kotor Varoš jusqu’à Šiprage puis bifurquait dans plusieurs directions. Une voie partait le long de Demićka jusque sous les Dunići roches 825 m, et une autre le long de Crkvenica jusqu’à Grič (823 m). Deux embranchements existaient aussi à partir de Kruševo Brdo: l’un le long de la Vrbanja et l’autre vers Bobovica. 
À partir de Čudnić, la voie ferrée qui longeait la Vrbanja traversait Kilavac jusqu’à "Čekrk", puis - après le passage des locomotives à l’aide de poulies dans la gorge entre Šepirica et Jasen - jusqu’à Riječica (1 300 m). La bifurcation le long de Bobovica, passait par le village Bobovica, puis entre Palik et Pašinac jusqu’à Srebreno Brdo (vers Meokrnje), c’est-à-dire jusqu’à l'embouchure de ruisseau Krna (921 m).
Plus tard, les routes locales pour relier de nombreux villages de la région de Šiprage ont été construites sur l’emplacement de l‘ancienne voie ferrée.
Pendant la Seconde Guerre mondiale, Šiprage fut un bastion et refuge de plusieurs unités partisanes, dont celle de la Douzième division de l'hôpital (dans la gorge Demićka). Au commencement de la guerre, il y eut plusieurs groupements des partisans locaux qui plus tard rejoignirent des formations plus importantes. Bien que Šiprage et sa région soient en dehors des routes principales, des bombardements eurent lieu par les forces allemandes et tchetniks. Une gorge profonde sur les pentes de Brestovača (entre les villages Zlovarići et Dunići, c'est-à-dire Roche de Dunići) était à peine visible à l'armée de l'air allemande. Plus tard, il s'est avéré que les forces ennemies n'avaient pas d'informations précises sur sa localisation. Par mesure de précaution au regard des fréquentes frappes aériennes, l'hôpital fut déplacé le 4 janvier 1944 dans les villages environnants et plus loin vers Korićani. Environ 600 blessés et malades ont été réinstallés dans les villages Stopan et Lozici, puis dans Palvuk, Čudnić et Kruševo Brdo.
Dans la brigade locale des partisans, parmi les premiers révolutionnaires se trouvaient Mustafa et Omer Šipraga.
Dans le même temps, les Allemands ont brièvement percé la défense partisane (6 janvier) près de localité Raskršće, et 7 janvier pour la première fois entrés dans le centre de Šiprage. Après le passage de la dite Sixième offensive ennemie, qui a duré sept jours, les Allemands et les Tchetniks ont été chassés et le 15 janvier 1944, l’hôpital revint à nouveau à Šiprage,,.
Quelque temps après, les dépouilles des blessés et autres malades décédés, tout d’abord enterrés dans de fosses primaires dans la forêt, ont été déplacés dans un cimetière Partisan commun dans Šiprage (localité: Zagradine).
Dans le même temps, les Allemands brièvement éclaté dans la défense partisane (6 janvier), et 7 janvier pour la première fois entrés dans le centre Šiprage localité. Après le passage de la dite Sixième offensive ennemie, après dizaine de jours, le 15 janvier 1944, l’hôpital revint à nouveau à Šiprage. Allemands et les Tchetniks, les partisans supprimés après sept jours,,.
Plus tard, les dépouilles des blessés et autres malades décédés et enterrés dans de fosses primaires dans la forêt, ont été déplacés dans un cimetière Partisan commun dans Šiprage (localité: Zagradine).
Pendant la guerre de Bosnie-Herzégovine (1992-1995), l'armée de la République serbe, la police et les forces paramilitaires ont démoli des villages voisins bosniaques, en particulier ceux en amont le long de Vrbanja jusqu’à Kruševo Brdo, ainsi que tous les villages bosniaques en aval de Banja Luka,,,,. Les résidents locaux ont été soit tués, soit en majorité banni. 
L'un des 18 camps pour les Bosniaques détenus de la municipalité de Kotor Varoš était au poste de police (MUP) à Šiprage.
Après 1996, la plupart des villages bosniaques de la région de Siprage étaient partiellement restaurés, grâce au gouvernement et soldats de Luxembourg, soit le Bataillon BELUGA (abréviation de : Belgique – Luxembourg – Grèce –Autriche), dans le cadre de la mission de l'EUFOR/SFOR,,,,,,.L’unique mosquée a été également restaurée. Pendant la guerre en Bosnie-Herzégovine, dans le centre du village, une église orthodoxe a été construite (dans le site de l'ancienne "maison forestière" et l'ancien centre de l'administration locale).

## Démographie

### Évolution historique de la population dans la localité
| 1879        | 1885        | 1895       | 1910       | 1921 | 1931   | 1948  | 1953   | 1961 |
| ----------- | ----------- | ---------- | ---------- | ---- | ------ | ----- | ------ | ---- |
| 64 (1.312♦) | 277 (1575♦) | 88 (1426♦) | 159 (760♦) | 999  | 5 098* | 1 774 | 7 764* | 828  |

| 1971 | 1981  | 1991 | 2013 | - | - | - | - | - |
| ---- | ----- | ---- | ---- | - | - | - | - | - |
| 822  | 1 183 | 952  | 788  | - | - | - | - | - |

- L'année 1931 et 1953 montre la population de la commune puis Šiprage[33].

♦ Y compris les villages environnants
|  |

### Répartition de la population par nationalités
| Šiprage,Total 2013: 788 habitants moyen |               |               |               |
| Année de recensement                    | 1991.         | 1981.         | 1971.         |
| Musulmans                               | 745 (78,25 %) | 711 (60,10 %) | 422 (51,33 %) |
| Serbes                                  | 168 (17,64 %) | 320 (27,04 %) | 370 (45,01 %) |
| Croates                                 | 1 (0,10 %)    | 6 (0,50 %)    | 0             |
| Yougoslaves                             | 32 (3,36 %)   | 136 (11,49 %) | 21 (2,55 %)   |
| Inconnus/autres                         | 6 (0,63 %)    | 10 (0,84 %)   | 9 (1,09 %)    |
| Total                                   | 952           | 1.183         | 822           |

### Communauté locale
En 1991, la communauté locale de Šiprage comptait 3 899 habitants, répartis de la manière suivante :

### Localités dans le secteur de Kotor Varoš, 1953
| Zone de recensement | Total | Serbes | Croates | Slovènes | Macédoniens | Monténégrins | Yougoslaves indécises | Tchèques | Polonais | Ruthènes – Ukrainiens | Autres Slaves | Autres Non-Slaves |
| KOTOR VAROŠ SECTEUR | 37898 | 25008  | 6485    | 4        | 4           | 10           | 6375                  | 2        | –        | 2                     | –             | 8                 |
| Kotor Varoš         | 4715  | 805    | 2640    | 2        | 3           | 6            | 1253                  | 1        | –        | 1                     | –             | 4                 |
| Maslovare           | 4574  | 3966   | 8       | –        | –           | –            | 600                   | –        | –        | –                     | –             | –                 |
| Previle             | 4576  | 3537   | 696     | –        | –           | –            | 342                   | –        | –        | –                     | –             | 1                 |
| Skender Vakuf       | 7100  | 6566   | 16      | –        | –           | –            | 518                   | –        | –        | –                     | –             | –                 |
| Šiprage             | 7746  | 6036   | 24      | 1        | 1           | –            | 1682                  | –        | –        | –                     | –             | 2                 |
| Vrbanjci            | 4919  | 1678   | 1728    | 1        | –           | 4            | 1505                  | 1        | –        | 1                     | –             | 1                 |
| Zabrđe              | 4268  | 2420   | 1373    | –        | –           | –            | 475                   | –        | –        | –                     | –             | –                 |

### Municipalité de Šiprage 1931.*
- La municipalité de Šiprage englobait les colonies environnantes, y compris Imljani et Petrovo Polje[33].

### Šiprage, 1921.

#### Religion
| Zone de recensement | Musulman | Orthodoxe | Catholique romaine | "Anglais" | Total |
| Prisočka            | 675      | –         | 8                  | –         | 683   |
| Radohovo*           | 270      | 42        | 1                  | 3         | 316   |
| Total               | 945      | 42        | 9                  | 3         | 999   |

- Le nom officiel de la zone de recensement était Radohovo.

#### Langue maternelle
| Zone de recensement | Serbes et Croates | Ruthènes | Total |
| Prisočka            | 683               | –        | 683   |
| Radohovo*           | 314               | 2        | 316   |
| Total               | 997               | 2        | 999   |

### Liste de 1910
| Prisočka             |           |           |                    |       |
| Règlement↓/Religion→ | Orthodoxe | Musulmans | Catholique romaine | Total |
| Crijepovi            | –         | 223       | –                  | 223   |
| Kerle                | –         | 66        | –                  | 66    |
| Palivuk              | –         | 92        | –                  | 92    |
| Prisočka             | –         | 220       | –                  | 220   |
| Šiprage              | –         | 155       | 4                  | 159   |
| Total                | –         | 756       | 4                  | 760   |

| Radohovo             |           |           |                    |       |
| Règlement↓/Religion→ | Orthodoxe | Musulmans | Catholique romaine | Total |
| Demići               | –         | 110       | –                  | 110   |
| Dunići               | –         | 53        | –                  | 53    |
| Gigovići             | –         | 33        | –                  | 33    |
| Radohovo             | 1         | 146       | –                  | 147   |
| Total                | 1         | 342       | –                  | 343   |

### Liste de 1895.
| Područje Šipraga     |           |           |       |
| Règlement↓/Religion→ | Musulmans | Orthodoxe | Total |
| Burča                | –         | 70        | 70    |
| Crepovi              | 209       | –         | 209   |
| Ćorkovići            | –         | 128       | 128   |
| Denić*               | 91        | –         | 91    |
| Dunić*               | 62        | –         | 62    |
| Gigovići             | 9         | –         | 9     |
| Kerle                | 57        | –         | 57    |
| Palivuk              | 103       | –         | 103   |
| Prisočka             | 182       | –         | 182   |
| Radohovo             | 146       | –         | 146   |
| Selačka              | –         | 150       | 150   |
| Stopani              | 131       | –         | 131   |
| Šiprage              | 88        | –         | 88    |
| Total                | 1.078     | 348       | 1.426 |

- Demići i Dunići

### Liste de 1885
| La région de Šiprage |           |           |       |
| Règlement↓/Religion→ | Musulmans | Orthodoxe | Total |
| Čripovi*             | 170       | –         | 170   |
| Demići               | 103       | –         | 103   |
| Dunići               | 63        | –         | 63    |
| Palivuk              | 105       | –         | 105   |
| Prisočka             | 195       | –         | 195   |
| Radohovo             | 351       | –         | 351   |
| Stopan               | 311       | –         | 311   |
| Šiprage+Selačka      | 137       | 140       | 277   |
| Total                | 1435      | 140       | 1575  |

- Le village d'aujourd'hui Crepovi.

### Villages de la région de Šiprage
Gauche rive de Vrbanja (en amont)
Ulice, Traljići, Letići, Lapići, Kerkezi, Gigovići, Demići, Dunići, Vrevići (Strane), Ćorkovići, Vrbovo, Zuhrići, Mujagići, Lozići, Tuleža, Fodlovići, Crepovi, Durakovići, Kovačevići, Mujanovići;
Rive droite
Burča, Stopan, Kerle, Grič, Selačka, Gornje Šiprage, Kurušići, Gelići, Palivuk.